# جورج سی. پرکینز
جورج سی. پرکینز (انگلیسی: George Clement Perkins; زاده ۲۳ اوت ۱۸۳۹ - درگذشته ۲۶ فوریهٔ ۱۹۲۳) سناتور سابق عضو حزب جمهوری‌خواه بود. وی در سال ۱۸۹۳ تا ۱۹۱۵ میلادی سناتور ایالت کالیفرنیا در سنای ایالات متحده آمریکا بود.